# Alwin Stotz
Alwin Stotz (* 2. Februar 1819 in Breslau; † 15. Februar 1870 in Augsburg) war ein deutscher Theaterschauspieler und Regisseur.

## Leben
Seine Tätigkeit als Schauspieler begann er am Stadttheater Breslau, wo er in den 1840er Jahren Aushilfsrollen in komischen Rollen und als Naturbursche übernahm und von 1850 bis 1855 regulärer Schauspieler war. Bei der Uraufführung von Gustav Freytags Theaterstück Die Journalisten am 8. Dezember 1852 in Breslau übernahm er die Rolle des Schmock, mit der er eine geradezu unwiderstehlich komische Wirkung erzielte.
Im Hoftheater in Coburg-Gotha war er von 1855 bis 1867 tätig und spielte u. a. die Rolle des Pätzold in der Posse mit Gesang und Tanz Der Dachdecker von Louis Angely und die Rolle des Adam in der komischen Oper Der Dorfbarbier von Johann Baptist Schenk. Er war ein gern gesehener Komiker, weithin beliebt, und Stotz starb 1870 in Augsburg, wo er seit 1868 als Regisseur für Schauspiel und Posse am Stadttheater aktiv war.
Sein Bruder war der Schauspieler Heinrich Otto Stotz.